# Meloisey
Meloisey település Franciaországban, Côte-d’Or megyében. Lakosainak száma 321 fő (2022. január 1.). Meloisey Montceau-et-Écharnant, Saint-Romain, Volnay, Mavilly-Mandelot és Nantoux községekkel határos.

## Népesség
A település népességének változása:
| Lakosok száma | 295  | 291  | 318  | 286  | 351  | 338  | 326  | 320  | 320  | 321  |
|               | 1968 | 1982 | 1990 | 2006 | 2013 | 2015 | 2017 | 2019 | 2020 | 2022 |